# Lüget
Lüget (románul: Arini) falu Romániában, Erdélyben, Brassó megyében. Szászmagyarós község faluja, tőle délkeletre.

## Fekvése
Brassó-Hídvégtől északra, az Olt jobb partján fekvő település.

## Története
Lüget nevét 1349-ben említette először oklevél Liget néven.
Későbbi névváltozatai: 1808-ban villa Liget ~ Eger, 1861-ben és 1888-ban Lüget, 1913-ban Lüget.

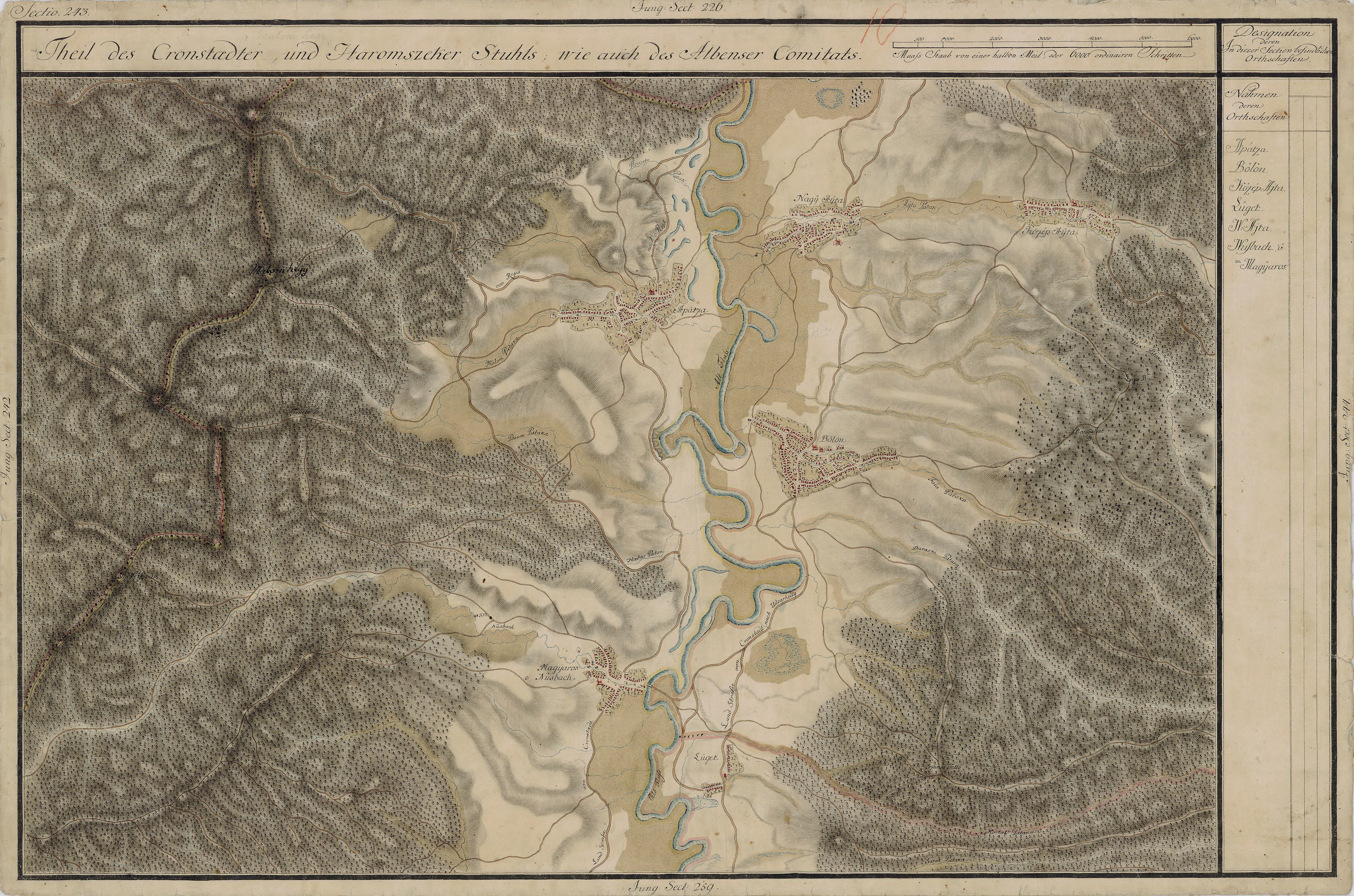
Lüget egy régi térképen